# Nordstromia agna
Nordstromia agna is een vlinder uit de familie van de eenstaartjes (Drepanidae). De wetenschappelijke naam van de soort is voor het eerst geldig gepubliceerd in 1916 door Oberthür.
De soort is alleen waargenomen in China (Sichuan).